# 二星温子
二星 温子（にぼし はるこ、1920年 - 1998年8月26日）は日本の女子柔道家。元講道館道場参与。段位は8段。兵庫県神戸市出身。
講道館女子部の指導員を長年務め、女子初の世界選手権（1980年）では、日本女子の初代監督を務めた。1995年、当時の女子の最高段位であった8段に昇段。
1998年、くも膜下出血・多発性脳梗塞のため死去。